# Egyptisk hieroglyf
De ægyptiske hieroglyffer blev udviklet for ca. 6000 år siden – 4. årtusinde f.Kr.. Det er et skriftsystem, der blev anvendt af de gamle ægyptere. Hieroglyffer består af tre forskellige typer af tegn: et alfabet suppleret med tegn, som repræsenterer mere end ét bogstav og ideogrammer (begrebsskrift). Jean-François Champollion havde dette at sige om systemet:
C'est un systeme complexe, une écriture tout à la fois figurative, symbolique et phonétique, dans un même texte, une même phrase, je dirais presque dans un même mot. Lettre à M. Dacier, 27. september 1822 
"Det er et komplekst system, en skrift, der på én gang er figurativ, symbolsk og fonetisk, i én og samme tekst, én og samme sætning, jeg ville næsten sige i ét og samme ord.", fra "Breve til M. Dacier" 1822.
Indtil en af Napoleons soldater i 1799 fandt Rosettestenen havde det været umuligt for ægyptologerne at tyde de ægyptiske hieroglyffer. I århundreder havde de ægyptiske hieroglyffer forvirret historikerne. De forekom overalt på væggene i de majestætisker templer og monumenter. Betegnelsen hieroglyffer kommer fra græsk og betyder noget i retningen af hellig skrift. Da de oprindelige skrifttegn var meget komplicerede, havde der over tiden udviklet sig nogle forenklede udgaver, nemlig den hieratiske og den demotiske skrifttype. Omkring år 400 begynder kendskabet til de egyptiske hieroglyffer af uddø. Det skyldes primært kristendommens indførelse, hvor man forsøger at udrydde alle spor af Ægyptens hedenske fortid. Den gamle skrift bliver afløst af koptisk, et sprog med 24 græske bogstaver suppleret med 6 demotiske tegn for lyde, som ikke findes på græsk. Ved arabernes indtog i Ægypten i det 11. århundrede bliver det koptiske sprog afløst af arabisk, og ingen kender længere de gamle sprog, og egypterne kan ikke længere læse deres egen historie – sproget er gået i glemmebogen. Dele af det koptiske sprog bliver bevaret i den kristne, koptiske kirkes liturgi. I århundreder forsøger lærde at tyde de gamle hieroglyffer, men de fleste lider af den opfattelse, at der ikke er tale om et egentligt sprog, men snarere en art tegneserie, som skal tolkes. I virkeligheden er hieroglyfferne fonetiske, dvs at tegnene repræsenterer bestemte lyde som i vores eget alfabet.
Løsningen af hieroglyffernes gåde kommer først, efter at en af Napoleons officerer finder den nok mest berømte sten i arkæologiens historie, Rosettestenen. Der opstod et kapløb primært mellem engelske og franske forskere om hvem der først kunne knække koden bag hieroglyfferne, der af nogle sammenlignes med rumkapløbet i det 20. århundrede. Den franske forsker Jean Francois Campollion kunne trække sig sejrrigt ud af denne kappestrid ved afgørende gennembrud såvel i 1822 og 1824 hvor sprogets fonetiske system blev anvendt først på udenlandske navne, dernæst tillige dokumenteret at gælde for egyptiske navne og egyptisk sprog generelt.
Det latinske alfabet stammer fra fønikernes og grækernes skrift, som antagelig ikke har udviklet sig fra de ægyptiske hieroglyffer[kilde mangler], men det siges at "O" svarer til hieroglyffen for "øje".

## Eksterne links
- Jean-François Champollion, Lettre à M. Dacier relative à l'alphabet des hiéroglyphes phonétiques  (Paris, 1822) -- fra den franske Wikisource
- Det glemte sprog (aerenlund.dk) Arkiveret 17. april 2015 hos  Wayback Machine